# Vilma
Vilma je žensko osebno ime.

## Izvor imena
Ime Vilma izhaja iz nemškega imena Wilma, ki je skrajšana oblika iz imena Wilhelma, le to pa izhaja iz nemškega moškega imena Wilhelm, slovensko Viljem.

## Različice imena
Mina, Minka, Vilina, Vilhelmina, Vilja, Viljana, Viljanka, Viljena, Viljenica,  Viljenka, Viljema,  Vilka, Viljka

## Tujejezikovne različice imena
- pri Angležih, Čehih, Fincih, Slovakih: Vilma
- pri Italijanih, Francozih, Nemcih, Švedih: Wilma

## Pogostost imena
Po podatkih Statističnega urada Republike Slovenije je bilo na dan 31. decembra 2007 v Sloveniji število ženskih oseb z imenom Vilma: 960. Med vsemi ženskimi imeni pa je ime Vilma po pogostosti uporabe uvrščeno na 187. mesto.

## Osebni praznik
V koledarju je ime Vilma uvrščeno k imenu Viljem.